# جو اندرسون (بازیکن فوتبال اهل انگلستان)
جو اندرسون (انگلیسی: Joe Anderson؛ زادهٔ ۱۳ اکتبر ۱۹۸۹) بازیکن فوتبال اهل بریتانیا است.
از باشگاه‌هایی که در آن بازی کرده‌است می‌توان به باشگاه فوتبال کمبریج یونایتد، باشگاه فوتبال هورنچورج، باشگاه فوتبال فولام، باشگاه فوتبال ووکینگ، باشگاه فوتبال لینکولن سیتی، باشگاه فوتبال بروملی، و باشگاه فوتبال بیلریکای اشاره کرد.